# Biskupi sandomierscy
Biskupi sandomierscy – biskupi diecezjalni i biskupi pomocniczy diecezji sandomierskiej (w latach 1981–1992 diecezji sandomiersko-radomskiej).

## Biskupi

### Biskupi diecezjalni
| Lata urzędowania | Biskup | Biskup                       | Uwagi                                                                                  |
| ---------------- | ------ | ---------------------------- | -------------------------------------------------------------------------------------- |
| 1819             |        | Szczepan Hołowczyc           | następnie arcybiskup metropolita warszawski i prymas Królestwa Polskiego               |
| 1820–1830        |        | Adam Prosper Burzyński       |                                                                                        |
|                  |        | Klemens Bąkiewicz            | administrator diecezji w latach 1831–1840, biskup nominat od 1840 (sakry nie przyjął)  |
| 1844–1852        |        | Józef Goldtmann              |                                                                                        |
| 1859–1880        |        | Józef Michał Juszyński       |                                                                                        |
| 1883–1901        |        | Antoni Franciszek Sotkiewicz |                                                                                        |
| 1902–1908        |        | Stefan Aleksander Zwierowicz |                                                                                        |
| 1910–1930        |        | Marian Józef Ryx             |                                                                                        |
| 1930–1934        |        | Włodzimierz Jasiński         | następnie biskup diecezjalny łódzki                                                    |
|                  |        | Jan Kanty Lorek              | administrator apostolski w latach 1936–1946, następnie biskup diecezjalny sandomierski |
| 1946–1967        |        | Jan Kanty Lorek              |                                                                                        |
|                  |        | Piotr Gołębiowski            | administrator apostolski w latach 1968–1980                                            |
| 1981–1992        |        | Edward Materski              | następnie biskup diecezjalny radomski                                                  |
| 1992–2002        |        | Wacław Świerzawski           |                                                                                        |
| 2002–2009        |        | Andrzej Dzięga               | następnie arcybiskup metropolita szczecińsko-kamieński                                 |
| od 2009          |        | Krzysztof Nitkiewicz         |                                                                                        |

### Biskupi pomocniczy
| Lata urzędowania | Biskup | Biskup                | Uwagi |
| ---------------- | ------ | --------------------- | --- |
| 1819–1831        |        | Aleksander Dobrzański | |
| 1918–1939        |        | Paweł Kubicki         | |
| 1946–1952        |        | Franciszek Jop        | następnie wikariusz kapitulny krakowski, późniejszy administrator Administratury Apostolskiej Śląska Opolskiego ze stolicą w Opolu i biskup diecezjalny opolski |
| 1957–1968        |        | Piotr Gołębiowski     | następnie administrator apostolski diecezji sandomierskiej |
| 1961–1990        |        | Walenty Wójcik        | |
| 1976–1985        |        | Stanisław Sygnet      | |
| 1985–1992        |        | Adam Odzimek          | następnie biskup pomocniczy radomski |
| 1987–2007        |        | Marian Zimałek        | |
| 1992–2012        |        | Edward Frankowski     | |